# Cuiabá
Cuiabá és la capital de l'estat brasiler de Mato Grosso. El seu nom té origen de la paraula indígena "ikuiapá", que significa lloc de l'arc i fletxa (ikuia: arc i fletxa; pá: lloc).
La ciutat va ser fundada l'1 de gener de 1727 per Rodrigo César de Menezes, capità general de la Capitania de São Paulo.

## Economia
L'economia de Cuiabá, avui una important ciutat en l'interior de Brasil, és centralitzada en el comerç i la indústria. El comerç està constituït principalment pel sector alimentós, tèxtil i electrodomèstics. El sector industrial està basat en l'agroindústria. Amb un districte industrial disposa de la infraestructura necessària, així com en l'àrea d'energia i transports, la capital ve atraient empreses de diverses regions del país.
Actualment, el turisme es presenta com una alternativa econòmica. La regió de la Chapada dos Guimarães està situada 60 km de la ciutat.

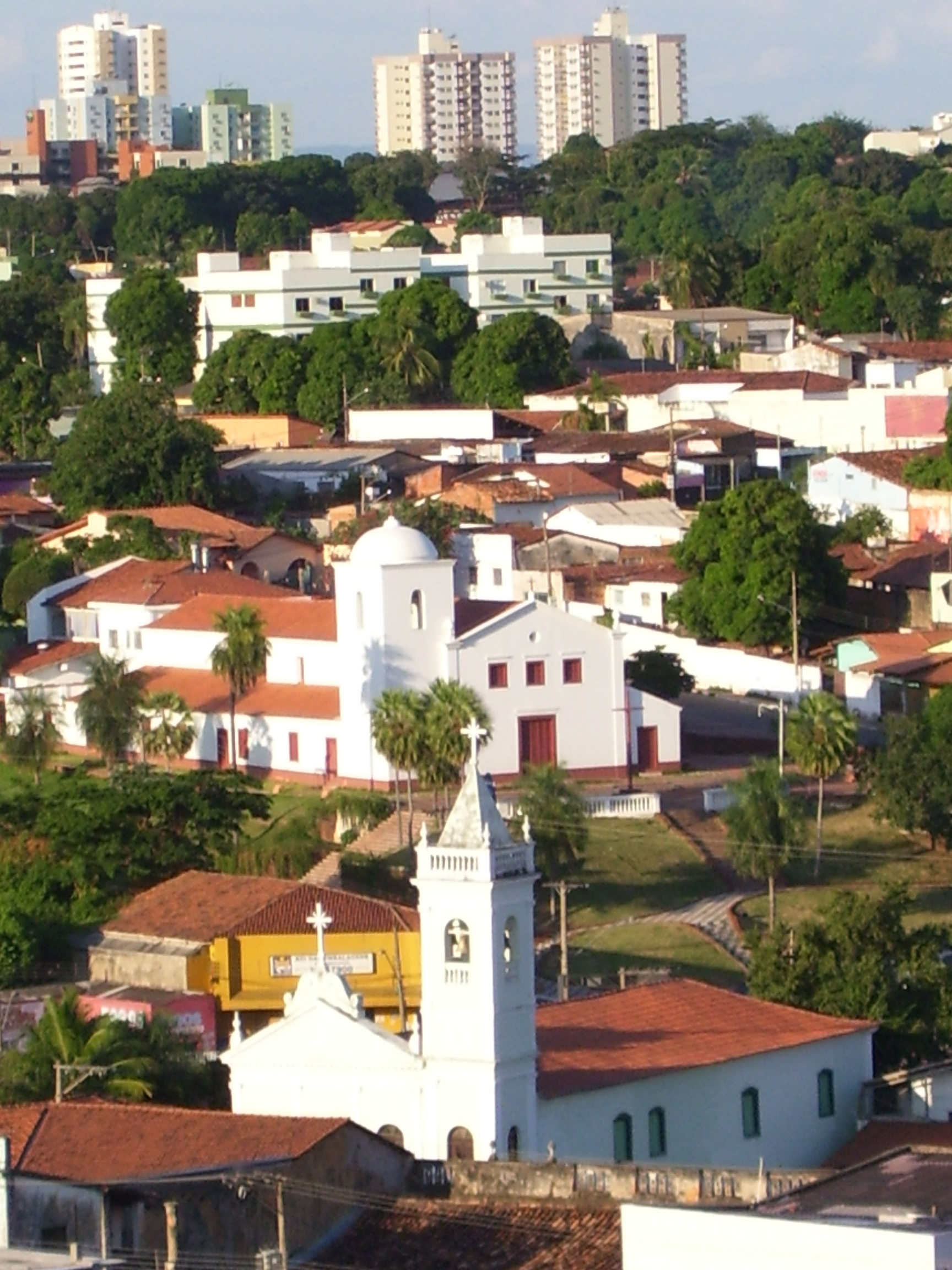
Vista de la part antiga de la ciutat de Cuiabá des de l'ajuntament